# Carversville
Carversville ist ein Dorf in Solebury Township, Bucks County, Pennsylvania. Carversville befindet sich an der Kreuzung zwischen Carversville Road, Aquetong Road und Fleecy Dale Road und ist ein gemeindefreies Dorf. Der historische Teil des Dorfzentrums wurde 1979 in das National Register of Historic Places aufgenommen.

## Geschichte
Im heutigen Gebiet von Carversville siedelten ursprünglich Lenni-Lenape-Indianer, welche die Gegend auch Aquetong der „viele Quellen“ nannten. Vor über 300 Jahren übergab William Penn das Gebiet an James Harrison und Joseph Pike. James Harrison verkaufte seine 500 acre (200 ha) weiter an Randall Blackshaw, welcher diese in 100 acre Stücke aufteilte.
Der ursprüngliche Name des Dorfes war „Indian Village“. Später wurde das Dorf auch Mill Town, dann Milton und ab 1833 Carversville genannt. Carver war der Nachname des Postmeisters aus dieser Zeit.
1838 wurde die erste christliche Kirche gegründet und 1872 kam eine Presbyterian Kirche hinzu.
Heute ist das ansässige Hotel „Carversville Inn“ ein Anziehungspunt für viele Reisende.

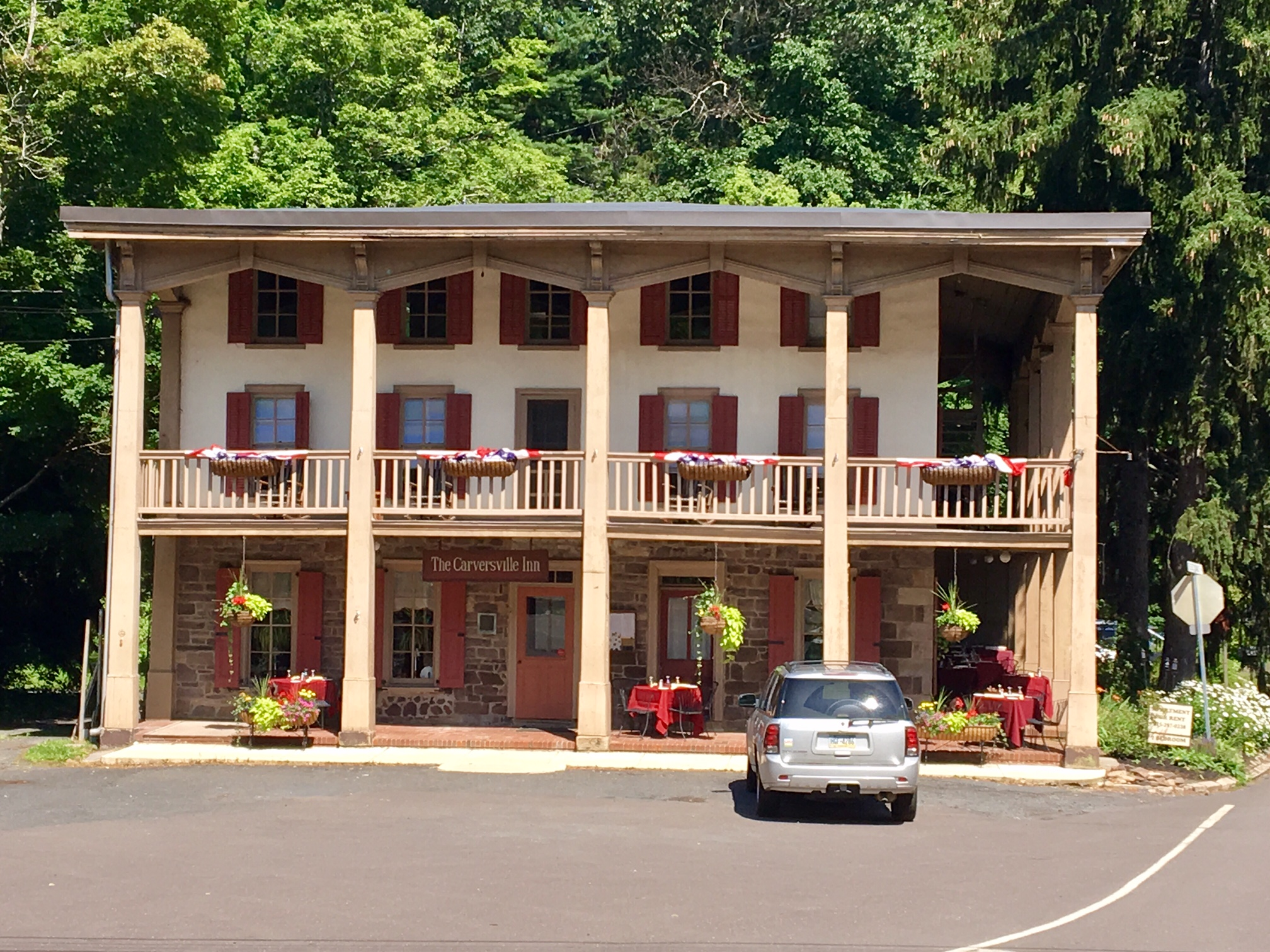
Carversville Inn
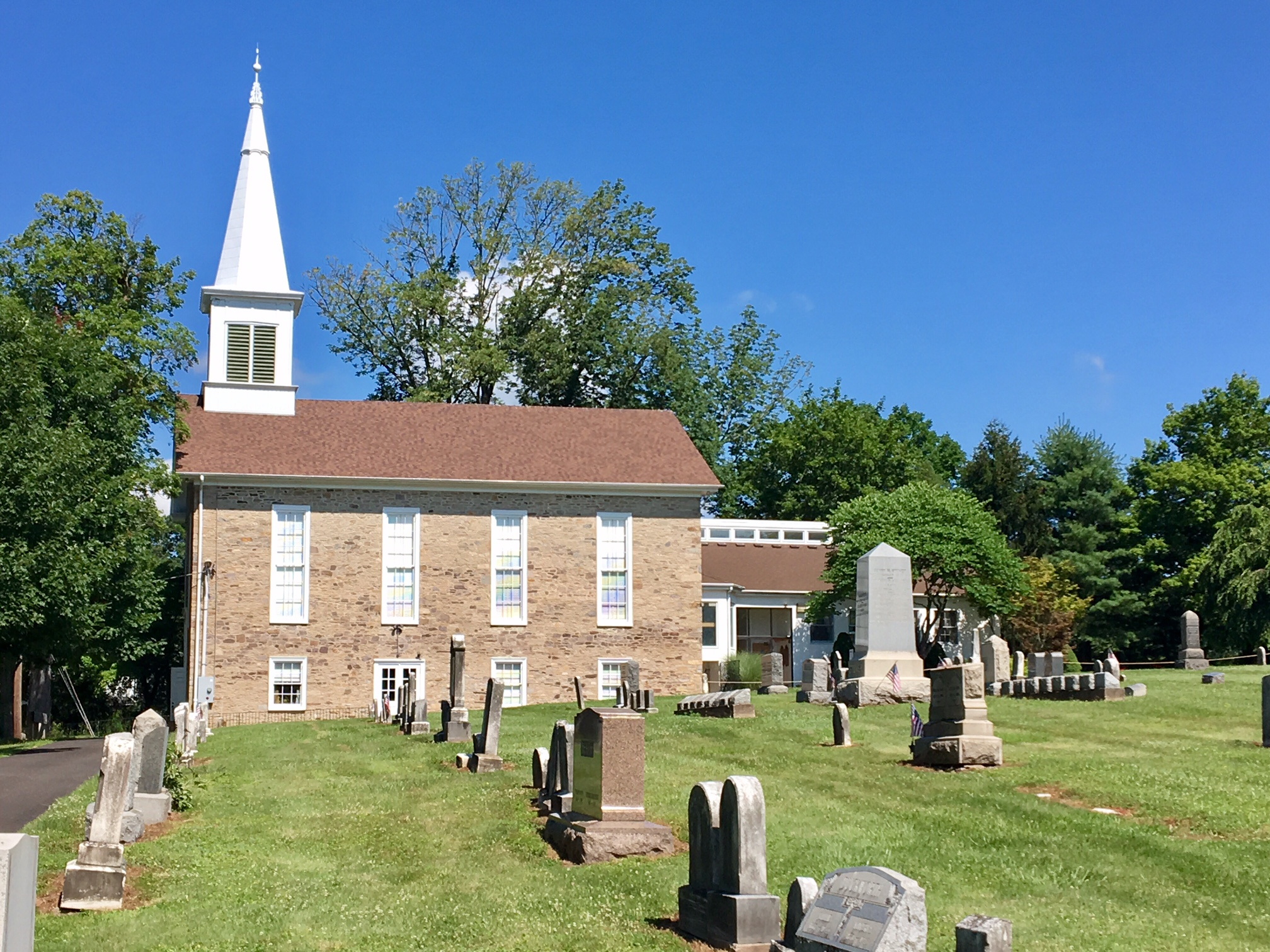
Kirche
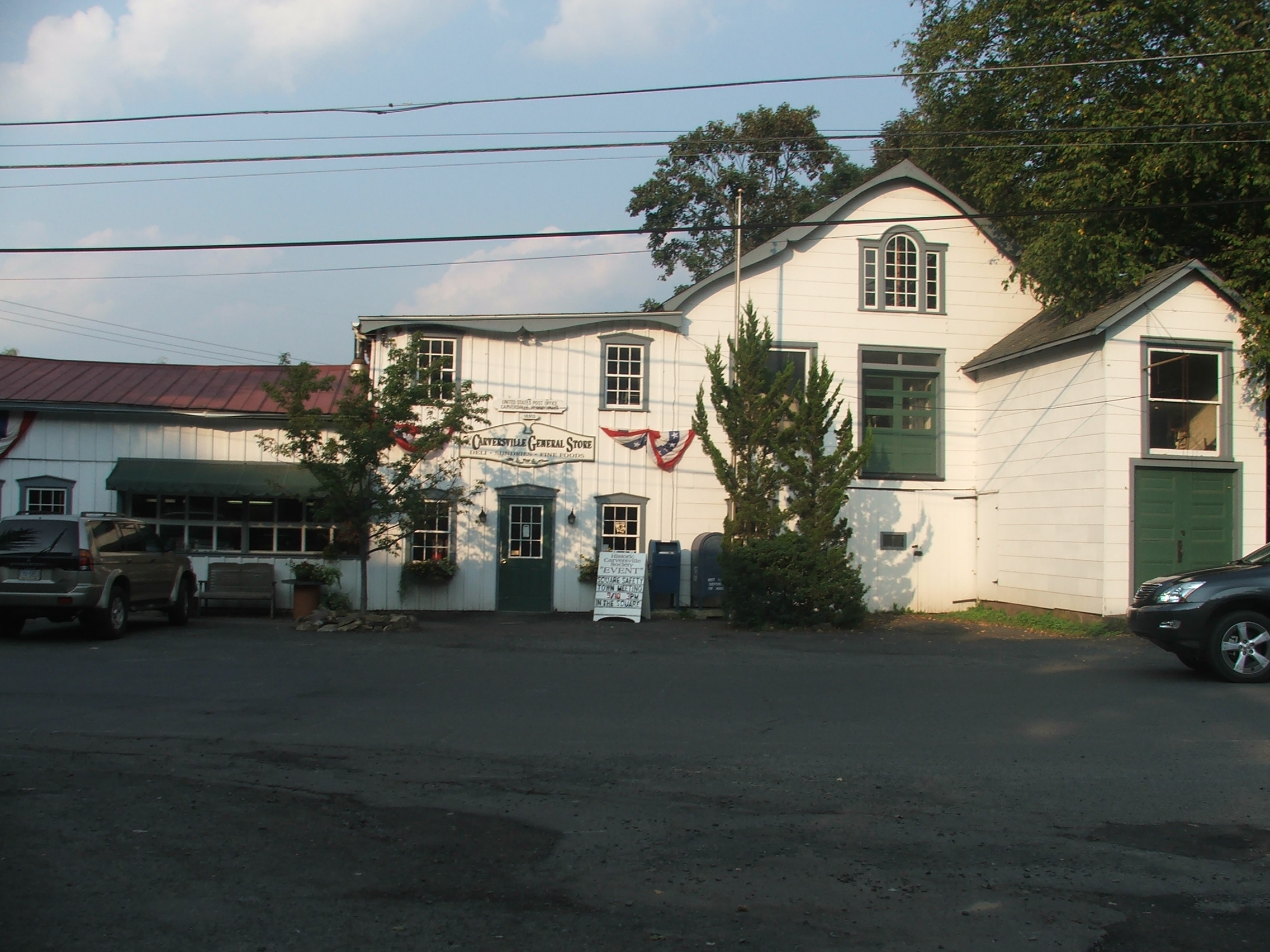
Kaufladen in Dorf